# 南京大学太阳塔
南京大学太阳塔（The Solar Tower of Nanjing University）位于南京东郊紫金山南麓，1979年建成，1982年通過評鑑正式投入觀測。

## 历史
南京大学的太阳塔塔高21米，定天镜口径60厘米，成像镜口径43厘米，焦距2170厘米，主要的观测仪器是一台多波段成像光谱仪。目前主要在Hα、CaⅡ8542和HeⅠ10830埃波段配有CCD探测器，能以高时间和高光谱分辨率获得太阳活动的二维光谱。此外，还配备有Hα滤光器，可以进行单色光跟踪和观测。太阳塔的研制获1985年国家首届科技进步二等奖。

## 研究成果
通过太阳塔的观测，已获得大量太阳活动(耀斑、日珥、黑子等)的光谱资料。利用这些资料已取得了一系列重要成果：项目“太阳活动22周观测和研究”获教育部科技进步一等奖(1995)和国家自然科学三等奖(1997)，“太阳耀斑光谱诊断和日冕物质抛射物理机制的研究”获教育部自然科学一等奖(2004)。